# Tribunal cantonal des assurances sociales du canton de Genève
Pour les articles homonymes, voir TCAS.
Le Tribunal cantonal des assurances du canton de Genève (TCAS) est le principal tribunal du canton de Genève qui, à ce jour, statue en matière d'assurances sociales.